# Matto (Einheit)
Matto, auch Matzen, war eine Mengeneinheit und wurde als Zählmaß für einen Packen mehrerer Stränge von italienischem Seidengarn verwendet.
Bei Organzin-Seide (Kettfaden-Zwirn):
- 1 Matto = 4 Gebinde oder Knup(p)en = 24 Strehnen

(Dieses Gebinde ist nicht zu verwechseln mit dem Gebinde als unselbstständige Untereinheit eines Stranges).
Bei Trame-Seide (Schuss- oder Einschlagseide):
- 1 Matto = 16 Strehnen.

Die Strehnenlänge betrug 40 Zoll bei ungefärbter Seide, die von gefärbter Seide war etwas kürzer.

## Andere Bezeichnungen für ein Maß von Bündeln aus Garnsträngen
- Buschen
- Pack
- Spuhl (Einheit)